# 利府ペアガーデン
利府ペアガーデン（りふペアガーデン、英語: Rifu Pear Garden）は、宮城県宮城郡利府町にある複合商業施設。大和ハウス工業グループの大和ハウスリアルティマネジメント株式会社（ダイワロイヤル株式会社）がデベロッパーとして管理・運営する。
利府ペアガーデンの「ペア」の英語表記は「Pair：2つで1揃いになること」ではなく、「Pear：梨」を表している。その理由として、利府ペアガーデンが立地している利府町の特産品「利府梨」にあわせて名付けられたためである。

## 沿革
- 2001年（平成13年）
  - 3月1日 - 利府ペアガーデンがグランドオープン。
  - 3月1日 - 「MOVIX利府」が開店。
  - 3月1日 - 「猛烈カルビ 利府店」が開店。
  - 9月1日 - 「ユニクロ 利府ペアガーデン店」が開店。
- 2006年（平成18年）
  - 「hair salon BLANCHE 利府店」が開店[3]。
- 2009年（平成21年）
  - 9月19日 - 「スーパーノバ 仙台利府店」が開店[4]。
- 2012年（平成24年）
  - 3月22日 - 「ユニクロ 利府ペアガーデン店」が閉店。2012年4月20日にイオンモール利府（現：イオンモール新利府 北館）内に移転オープン[5]。
  - 4月27日 - 「ジーユー 利府ペアガーデン店」が開店[6]。（「ユニクロ 利府ペアガーデン店」跡地に居抜き出店。）
  - 11月30日 - 「ドコモショップ 利府店」がリニューアルオープン[7]。
- 2016年（平成28年）
  - 10月22日 - 「タイヤ館 利府店」がリニューアルオープン[8]。
- 2017年（平成29年）
  - 「hair salon LeLien 利府店」が開店[3]。（「hair salon BLANCHE 利府店」跡地に居抜き出店。）
- 2018年（平成30年）
  - 5月31日 - 「猛烈カルビ 利府店」が閉店[9]。
  - 10月11日 - 「牛たん炭焼 利久 利府店」が開店[10]。（「猛烈カルビ 利府店」跡地に居抜き出店。）
- 2020年（令和2年）
  - 「はなの舞 利府店」が閉店。
  - 「牛たん炭焼 利久 利府店」が閉店。2021年3月5日にイオンモール新利府 南館内に移転オープン[11]。
  - 9月30日 - 「ステーキハンバーグ＆サラダバー けん 利府ペアガーデン店」が閉店。
  - 10月31日 - 「MOVIX利府」が閉店[12]。
- 2021年（令和3年）
  - 1月31日 - 「ジーユー 利府ペアガーデン店」が閉店[13]。2021年3月5日にイオンモール新利府 南館内に移転オープン。
  - 2月14日 - 「ちゃあしゅう屋 麺屋奥州白河 利府店」が閉店[13]。
  - 2月15日 - 「若林源三 利府ペアガーデン店」が閉店[13]。
  - 2月24日 - 「ドコモショップ 利府店」が閉店。2021年3月5日にイオンモール新利府 南館内に移転オープン[14]。
  - 11月4日 - 「魚べい 利府店」が開店。
  - 11月12日 - 「シャトレーゼ 利府店」が開店[15]。
  - 11月16日 - 「大志軒 利府店」が開店[16]。
  - 12月30日 - 「タイヤ館 グリーンピット利府」が閉店[17]。
- 2022年（令和4年）
  - 利府ペアガーデン出入口（2ヶ所）付近の看板と宮城県道8号仙台松島線（利府街道）側の大型看板が新調される。
  - 1月26日 - 「ドミノ・ピザ 利府ペアガーデン店」が開店。
  - 1月31日 - 「ジェイエステティック 利府店」が移転の為、一時休業。
  - 2月3日 - 「ジェイエステティック 利府店」が移転リニューアルオープン。
  - 2月25日 - 「眼鏡市場 利府ペアガーデン店」が開店。
  - 3月3日 - 「ケーズデンキ 利府店」が開店[18]。
  - 3月23日〜3月24日 - 「ドン・キホーテ 利府店」がプレオープン。（3月18日開店予定だったものの、3月16日に発生した福島県沖地震の影響により開店日が延期。）
  - 3月25日 - 「ドン・キホーテ 利府店」が開店[19]。
- 2023年（令和5年）
  - 5月1日 - 「4SQUARE FITNESS GYM24 利府ペアガーデン店」が開店[20]。
  - 11月30日 - 「サトー商会 利府ペアガーデン店」が開店[21]。
  - 12月4日 - 「牛角 食べ放題専門店 利府ペアガーデン店」が開店[22]。
- 2024年（令和6年）
  - 4月1日 - 「プロミス 利府ペアガーデン自動契約コーナー」が閉店[23]。
  - 8月25日 - 「ドミノ・ピザ 利府ペアガーデン店」が閉店[24]。

## テナント
- ケーズデンキ
- ドン・キホーテ
- スーパーノバ
- 4SQUARE FITNESS GYM24
- サトー商会
- ココス
- 魚べい
- 大志軒
- 牛角 食べ放題専門店
- シャトレーゼ
- 眼鏡市場
- ジェイエステティック
- スタジオアミ
- hair salon LeLien
- hair salon IN TOKYO
- ハピラク

## 営業時間
| 名称                  | 営業時間                                                                          | 備考                                                   |
| --------------------- | --------------------------------------------------------------------------------- | ------------------------------------------------------ |
| ケーズデンキ          | 10:00～20:00                                                                      |                                                        |
| ドン・キホーテ        | 9:00～24:00                                                                       |                                                        |
| スーパーノバ          | 10:00～24:00                                                                      |                                                        |
| 4SQUARE FITNESS GYM24 | 24時間営業                                                                        | 天災、保守、メンテナンス等により変更になる場合がある。 |
| サトー商会            | 10:00～20:00                                                                      |                                                        |
| ココス                | 10:00～24:00                                                                      | ラストオーダー：23:30                                  |
| 魚べい                | 月〜木 11:00～21:30 金・祝前日 11:00～22:00 土 10:30～22:00 日・祝日 10:30～21:30 | ラストオーダー：各日閉店時間15分前                     |
| 大志軒                | 11:00～21:30                                                                      | ラストオーダー：21:00                                  |
| 牛角 食べ放題専門店   | 平日 11:00～15:00 16:00～23:00 土・日・祝日 11:00～23:00                          | ラストオーダー：各日閉店時間20分前                     |
| シャトレーゼ          | 9:30～20:30                                                                       |                                                        |
| 眼鏡市場              | 10:00～19:00                                                                      |                                                        |
| ジェイエステティック  | 平日 11:00〜20:00 土・日・祝日 10:30〜19:00                                       |                                                        |
| スタジオアミ          | 9:00～18:00                                                                       | 定休日：木曜日、第1・第3・第5水曜（祝日は営業）        |
| hair salon LeLien     | 10:00～19:00                                                                      | 定休日：月曜日、第1・3火曜日                           |
| hair salon IN TOKYO   | 月～土 9:00～19:00 日・祝日 8:30～18:30                                           |                                                        |
| ハピラク              | 10:00～18:00                                                                      | 定休日：火曜日、水曜日                                 |

※状況によっては営業時間が変更となる可能性がある。
※天災、保守、メンテナンス等により臨時休業する場合がある。
詳細は各店舗公式ホームページなどを参照。